# Victoria Wilkinson
Pour les articles homonymes, voir Wilkinson.
Victoria Wilkinson, née le 19 août 1978 à Hebden dans le district de Craven, est une sportive anglaise spécialisée en cyclo-cross et en course en montagne. Elle est deux fois championne nationale de fell running. 

## Biographie
Victoria fait preuve d'un talent considérable en tant que junior, remportant les titres nationaux de fell running en catégorie moins de 16 ans puis moins de 18 ans. Elle termine également deuxième aux championnats des écoles anglaises de cross-country en 1996. Elle est alors entraînée par son père Chris, coureur de cyclo-cross qui a remporté le cyclo-cross de Three Peaks en 1972. Elle reçoit également des conseils de Keith Anderson ainsi que d'autres athlètes renommés. Son résultat le plus notable en tant que jeune athlète est la victoire dans la course junior du Trophée mondial de course en montagne 1997. 
Une blessure au genou interrompt la carrière de coureuse de Victoria et elle tourne son attention vers le cyclo-cross, dans lequel elle participe aux championnats du monde. Elle remporte une victoire dans la série nationale de cyclo-cross et remporte quatre deuxièmes places consécutives dans les championnats de Grande-Bretagne de cyclo-cross entre 2002 et 2005. Elle termine cinquième dans la coupe du monde de cyclo-cross à Saint-Wendel en Allemagne en 2003. Quelques années plus tard, malgré une expérience limitée du type de parcours, elle remporte le cyclo-cross de Three Peaks en 2012. 
Vers 2006, Victoria effectue un retour plus régulier en tant que coureuse à pied. Elle représente son pays à plusieurs reprises aux championnats du monde de course en montagne et aux championnats d'Europe de course en montagne. Ses résultats aux championnats mondiaux incluent la onzième place en 2006 et en 2016. Au niveau européen, elle termine cinquième en 2008 et sixième en 2015. 
Victoria remporte la course de Šmarna Gora en Slovénie en 2007, victoire qui lui donne suffisamment de points pour se classer deuxième au classement général du Grand Prix WMRA cette année-là. Elle participe aux championnats du Commonwealth de course en montagne en 2009 et en 2011 terminant cinquième à ces deux occasions. 
Elle court également en cross-country, terminant deuxième de la série britannique Cross Challenge en 2006-2007 et neuvième au Cinque Mulini en 2009. En 2010, Victoria termine première aux championnats du Yorkshire de cross-country, deuxième des championnats du nord de l'Angleterre et cinquième aux championnats d'Angleterre. 
Dans les années 2010, Victoria est une coureuse de premier plan en fell running. Elle est championne inter-comtés en 2010. Elle remporte les championnats de Grande-Bretagne de fell running en 2013 (conjointement avec Helen Fines) et en 2014 (conjointement avec Jackie Lee) ainsi que les championnats d'Angleterre de fell running en 2013 (conjointement avec Helen Fines), 2014, 2015, 2016 et 2017. 
En 2014, Victoria remporte la Three Peaks Race, devenant ainsi la première femme à remporter les épreuves de course à pied et de cyclo-cross de cet événement. En course à pied, elle établit un nouveau record du parcours féminin en 3 h 9 min 19 s en 2017. 
Elle établit un nouveau record au Tour de Pendle en 2017, prenant 13 minutes de moins que le précédent meilleur temps féminin, établi par Angela Mudge en 1997. 
Les victoires de Victoria en 2018 comprennent un nouveau meilleur temps au Kentmere Horseshoe en juillet et une victoire à Burnsall en août où elle bat le record de longue date détenu par Carol Greenwood depuis 1983. Victoria enchaîne avec un nouveau record de 1 h 43 min 1 s dans la course du Ben Nevis et deux semaines plus tard, elle remporte la médaille d'argent au Ring of Steall Skyrace lors des championnats du monde de Skyrunning.
Le 19 septembre 2019, elle remporte son premier kilomètre vertical en terminant huitième et première femme du Mamores VK.

## Palmarès en cyclo-cross
- 2001-2002
  - 2e du championnat de Grande-Bretagne de cyclo-cross
- 2002-2003
  - 2e du championnat de Grande-Bretagne de cyclo-cross
- 2003-2004
  - 2e du championnat de Grande-Bretagne de cyclo-cross
- 2004-2005
  - 2e du championnat de Grande-Bretagne de cyclo-cross
- 2005-2006
  - 3e du championnat de Grande-Bretagne de cyclo-cross
- 2010-2011
  - National Trophy Series #5 - Bradford

## Palmarès en course en montagne
| no  | féminin            | Course                                                              | Longueur | Départ             | Temps           |
| --- | ------------------ | ------------------------------------------------------------------- | -------- | ------------------ | --------------- |
| 8e  | 8e                 | Championnats d'Europe de course en montagne                         | 10,06 km | 10 juillet 2005    | 1 h 13 min 44 s |
| 5e  | 5e                 | Championnats suisses de course en montagne                          | 8,5 km   | 10 juillet 2007    | 50 min 26 s     |
| 36e | Médaille d'or      | Course de Šmarna Gora                                               | 9 km     | 6 octobre 2007     | 48 min 54 s     |
| 3e  | Médaille d'argent  | Montée du Grand Ballon                                              | 8,5 km   | 1er mai 2008       | 48 min 41 s     |
| 25e | Médaille d'argent  | Course des 2 Bains                                                  | 10 km    | 24 mai 2008        | 55 min 35 s     |
| 5e  | 5e                 | Championnats d'Europe de course en montagne                         | 8,75 km  | 12 juillet 2008    | 41 min 28 s     |
| 40e | Médaille de bronze | Course du Cervin                                                    | 12,5 km  | 24 août 2008       | 1 h 8 min 52 s  |
| 34e | Médaille d'argent  | Course de Šmarna Gora                                               | 10 km    | 4 octobre 2008     | 48 min 2 s      |
| 5e  | 5e                 | Championnats du Commonwealth de course en montagne et ultradistance | 8 km     | 18 septembre 2009  | 49 min 50 s     |
| 33e | Médaille d'argent  | Three Peaks Race                                                    | 37,4 km  | 24 avril 2010      | 3 h 37 min 58 s |
| 10e | 10e                | Championnats d'Europe de course en montagne                         | 9 km     | 4 juillet 2010     | 41 min 10 s     |
| 33e | Médaille d'or      | Thyon-Dixence                                                       | 16,25 km | 1er août 2010      | 1 h 29 min 44 s |
| 47e | 7e                 | Challenge mondial de course en montagne longue distance             | 21,4 km  | 21 août 2010       | 2 h 48 min 46 s |
| 5e  | 5e                 | Championnats du Commonwealth de course en montagne et ultradistance | 8 km     | 24 septembre 2011  | 45 min 15 s     |
| 42e | Médaille de bronze | Thyon-Dixence                                                       | 16,35 km | 4 août 2013        | 1 h 33 min 19 s |
| 67e | 6e                 | Sierre-Zinal                                                        | 30 km    | 11 août 2013       | 3 h 12 min 15 s |
| 17e | Médaille d'or      | Three Peaks Race                                                    | 37 km    | 26 avril 2014      | 3 h 21 min 32 s |
| 58e | 5e                 | Limone Extreme SkyRace                                              | 23,5 km  | 11 octobre 2014    | 2 h 55 min 18 s |
| 5e  | 5e                 | Championnats d'Europe de course en montagne                         | 8,25 km  | 4 juillet 2015     | 55 min 3 s      |
| 35e | Médaille d'or      | Three Peaks Race                                                    | 37 km    | 30 avril 2016      | 3 h 26 min 47 s |
| 60e | 4e                 | Sierre-Zinal                                                        | 31 km    | 14 août 2016       | 3 h 10 min 8 s  |
| 13e | Médaille d'or      | Three Peaks Race                                                    | 37 km    | 29 avril 2017      | 3 h 9 min 19 s  |
| 5e  | 5e                 | Championnats d'Europe de course en montagne                         | 8,3 km   | 8 juillet 2017     | 54 min 5 s      |
| 55e | 5e                 | Championnats du monde de course en montagne longue distance         | 32 km    | 6 août 2017        | 4 h 1 min 28 s  |
| 33e | Médaille d'or      | Three Peaks Race                                                    | 37 km    | 28 avril 2018      | 3 h 22 min 17 s |
| 60e | 5e                 | Championnats du monde de course en montagne longue distance         | 36 km    | 24 juin 2018       | 3 h 14 min 1 s  |
| 95e | 10e                | Sierre-Zinal                                                        | 30 km    | 12 août 2018       | 3 h 10 min 32 s |
| 38e | Médaille d'or      | Course du Ben Nevis                                                 | 14 km    | 1er septembre 2018 | 1 h 43 min 1 s  |
| 45e | Médaille d'argent  | Championnats du monde de skyrunning - SkyMarathon                   | 29 km    | 15 septembre 2018  | 3 h 54 min 1 s  |
| 26e | Médaille d'or      | Three Peaks Race                                                    | 37 km    | 27 avril 2019      | 3 h 20 min 1 s  |
| 8e  | Médaille d'or      | Mamores VK                                                          | 5 km     | 19 septembre 2019  | 52 min 49 s     |
| 45e | Médaille d'argent  | Three Peaks Race                                                    | 37 km    | 26 avril 2025      | 3 h 47 min 24 s |